# Тринидад (Тексас)
Тринидад (енгл. Trinidad) град је у америчкој савезној држави Тексас. По попису становништва из 2010. у њему је живело 886 становника.

## Демографија
Према попису становништва из 2010. у граду је живело 886 становника, што је 205 (18,8%) становника мање него 2000. године.
| Група             | 2000.       | 2010.       |
| Белци             | 865 (79,3%) | 669 (75,5%) |
| Афроамериканци    | 142 (13,0%) | 141 (15,9%) |
| Азијати           | 0 (0,0%)    | 0 (0,0%)    |
| Хиспаноамериканци | 72 (6,6%)   | 48 (5,4%)   |
| Укупно            | 1.091       | 886         |